# 松滋西站
松滋西站，原名松滋站，位于中华人民共和国湖北省荆州市松滋市乐乡街道张家畈村，是焦柳铁路上的火车站，建于1978年，由武汉铁路局管辖。
2025年2月26日，松滋站更名为松滋西站。

## 車站周邊
- 王家桥镇簸箕岩村卫生室

## 歷史
- 建于1978年。